# Мусалаев, Тулпар Оздемирович
Тулпа́р Оздеми́рович Мусала́ев (18 декабря 1983, Альбурикент, Дагестанская АССР, РСФСР, СССР — 19 мая 2016, близ села Горет, Южная Осетия) — майор ВС России, Герой России.

## Биография
Родился в посёлке Альбурикент, проживал в Хасавюрте, по национальности кумык.. В молодости занимался спортом, имел звание мастера спорта по рукопашному бою и КМС по вольной борьбе.
Окончил Казанское высшее военное командное училище. После окончания училища два года служил в Чечне, с 2008 года — во Владикавказе в в/ч 20634 (19-я отдельная мотострелковая бригада). Участвовал в войне в Грузии. В 2009 году получил звание капитана.
С 2014 года служил в 18-й отдельной мотострелковой бригаде(в/ч 27777) 
В 2015 году в звании майора был переведён на штабную должность в штабе 58-й армии.

### Подвиг
…Два года Т. Мусалаев провёл в Чечне. Там впервые был представлен к награде. По окончании службы его должны были направить в одну из областей России. Но штабной отдел кадров Северо-Кавказского округа возглавлял выпускник того же Казанского университета (независимо от года выпуска «казанцы» крепко поддерживают друг друга), он и перевёл Тулпара поближе – во Владикавказ.
–А через месяц начался конфликт в Цхинвали, – продолжает мой собеседник. – Так мой сын стал участником осетинской войны. После был награждён орденом. Мы с ним говорили о тех событиях: Тулпар очень хорошо отзывался о народе Осетии и рассказывал, что когда его взвод зашёл в город, люди чуть не ботинки им целовали. 
Во Владикавказе сын отслужил пять лет. После ему доверили роту и командировали на очень серьёзную секретную операцию. На этом задании за час он лично сжёг шесть боевых машин Т-80. А в момент внезапно возникшей паники, когда увезли раненого командира, ему пришлось принимать командование батальоном. В итоге, в течение короткого времени их подразделение нанесло противнику огромные потери.  
По возвращении он не мог понять, как выжил и даже не был ранен. Ему присвоили звание «Герой России» и вручили пятую государственную награду. В Кремле Тулпар общался с С. Шойгу, встречался с В. Путиным – все к нему очень хорошо отнеслись.— О.А.Мусалаев, отец Героя 
25 декабря 2014 года Указом Президента РФ присвоено звание Герой Российской Федерации; обстоятельства подвига засекречены. Награда была вручена в феврале 2015 года на приёме в Кремле. По сведениям украинских журналистов, военнослужащие 19-й отдельной мотострелковой бригады, в которой служил Мусалаев, принимали участие в войне на востоке Украины.

## Гибель
В мае 2016 года был направлен в Южную Осетию на полевые сборы для офицеров высшего звена и командиров батальонов бригад 58 армии. 19 мая 2016 года Мусалаев погиб в результате падения пассажирского автобуса российской военной базы, который следовал по дороге Цхинвал — Ленингор. Произошла катастрофа в районе села Горет в Южной Осетии. Из 24 офицеров, которые находились в автобусе, среди которых был Мусалаев, шесть человек погибло.

## Награды
- Герой Российской Федерации (25 декабря 2014 года) — за выполнение специального задания[6]
- Медаль «За воинскую доблесть» II степени
- Медаль «За отличие в военной службе» III степени
- Медаль «Участник боевых действий на Северном Кавказе»
- Медаль «Участнику контртеррористической операции на Кавказе»
- Нагрудный знак «За отличную стрельбу»
- Знак отличия «За службу на Кавказе»

## Память
- 19 ноября 2016 года в пос. Альбурикент открыли памятник Герою России Тулпару Мусалаеву[7].
- 4 мая 2018 года на территории школы № 5 Хасавюрта прошло торжественное открытие бюста Героя[8]
- В октябре 2018 года безымянную улицу, расположенную перпендикулярно Лаптиева в Махачкале, назвали именем Мусалаева[9].
- 9 августа 2023 года на фасаде многоквартирного дома по улице Доргелинской 4 в Махачкале, открыли мемориальную доску Мусалаеву[10].

## Личная жизнь
У Тулпара остались жена Аминат и четверо детей.